# Nadezhda Wijenberg

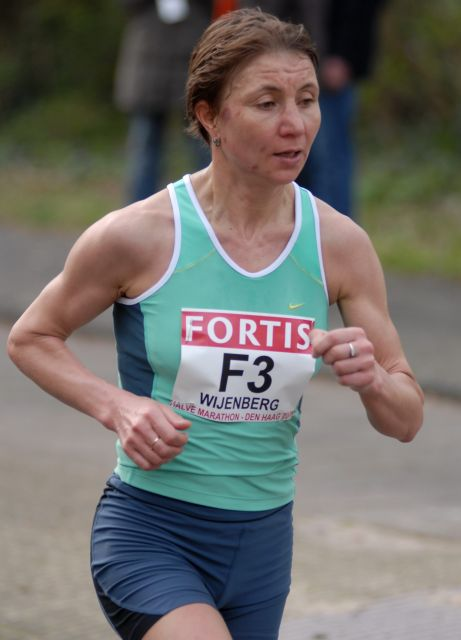
Nadezhda Wijenberg beim City–Pier–City Loop 2008

Nadezhda Wijenberg (geb. russisch Надежда Алексеевна Ильина, Nadeschda Alexejewna Iljina, engl. Transkription Nadezhda Ilyina; * 2. April 1964 im Rajon Kanasch) ist eine niederländische Langstreckenläuferin russischer Herkunft, die sich auf Straßenläufe spezialisiert hat.
1992 siegte sie beim Lissabon-Halbmarathon und 1996 bei den 25 km von Berlin und beim Amsterdam-Marathon. Nachdem sie ihren Trainer Ger Wijenberg geheiratet hatte, erhielt sie 1999 die niederländische Staatsangehörigkeit. In diesem Jahr stellte sie beim Eindhoven-Marathon mit 2:28:45 ihre persönliche Bestzeit und den aktuellen Streckenrekord auf.
Beim Marathon der Olympischen Spiele 2000 belegte sie den 22. Platz, und bei den Leichtathletik-Europameisterschaften 2002 wurde sie Sechste in der gleichen Disziplin.
2003 gewann sie den Athen-Marathon, 2004 den Enschede-Marathon, und beim Marathon der Leichtathletik-Weltmeisterschaften 2005 kam sie auf den 38. Platz.
In ihrer neuen Heimat holte sie zahlreiche nationale Titel: einmal im Crosslauf (1999), einmal im 5000-Meter-Lauf (2002), fünfmal im Halbmarathon (2000–2002, 2004, 2008) und viermal im Marathon (1999, 2001, 2003, 2007).
Nadezhda „Nadja“ Wijenberg ist 1,60 m groß, wiegt 46 kg und startet für den Verein AV Unitas.